# Rue de la Semence
La rue de la Semence (en néerlandais: Zaadstraat) est une rue bruxelloise.

## Situation et accès
Elle est située entre la rue de la Cordialité et la rue de Dilbeek. Cette rue a pour particularité de se trouver à la fois sur le territoire d'Anderlecht et de Molenbeek-Saint-Jean. 
| ___ | Ce site est desservi par la station de métro : Gare de l'Ouest. |

## Historique
Sur cette rue autrefois à caractère champêtre s'est édifié un grand complexe immobilier Park Village qui abrite des appartements pour classes moyennes et un immeuble à logements sociaux.